# Молодожёны (телесериал, 2011)
«Молодожёны» — российский ситком производства компаний «Леан-М» и «Good Story Media», вышедший в 2011—2012 годах. Адаптация американского телесериала «Король Квинса».

## Сюжет
Лера и Лёша женаты уже год, детей у них нет. Семья живёт в Химках. Но в их семье появляется третий и явно лишний — отец Леры, Андрей Петрович, который по трагической случайности сжигает свой собственный дом и переезжает жить к молодой семье. Пенсионер способен вывести из себя даже свою собственную дочь. Кроме Андрея Петровича, активное участие в жизни молодожёнов принимают Руслан и Марина — семейная пара с ребёнком и кредитами, а также два абсолютно разных школьных друга Лёши, которые, кажется, всё своё свободное время стараются проводить у него в гостях.

## История создания
Съёмки сериала начались в сентябре 2011 года и продлились до конца февраля 2012 года.
Первый сезон
Показ первого сезона начался 21 ноября 2011 года, а закончился 22 декабря 2011 года. Всего показано 20 серий.
Второй сезон
Показ второго сезона начался 19 марта 2012 года, а закончился 19 апреля 2012 года. Всего показано 20 серий.

## В ролях

### Главные роли
- Оскар Кучера — Алексей Хорохордин, муж Валерии, логист, водитель-курьер в компании «IPN» (1—2 сезоны)
- Любовь Тихомирова — Валерия Андреевна Хорохордина, жена Алексея, секретарь юридической компании «Москва-Сити» (1—2 сезоны)
- Илья Олейников — Андрей Петрович Вичурин, отец Валерии, пенсионер (1—2 сезоны)

### Роли второго плана
- Андрей Капустин — Станислав Спиридонов, друг Лёши и Леры, кассир в метрополитене (1—2 сезоны)
- Пётр Маркин — Руслан Каширин, муж Марины, друг Лёши и Леры, водитель-курьер в компании «IPN» (1—2 сезоны)
- Мария Сластнёнкова — Марина Каширина, жена Руслана, подруга Лёши и Леры (1—2 сезоны)
- Дмитрий Ермак — Максим, друг Лёши, безработный, со 2-го сезона — водитель-курьер в компании «IPN» (1—2 сезоны)
- Олеся Железняк — Яна, выгуливает собак, подруга Андрея Петровича (2 сезон)

### Эпизодические роли
- Ольга Прохватыло — врач в больнице
- Сергей Стёпин — охранник
- Андрей Григорьев-Аполлонов — Андрей Генрихович
- Георгий Дронов — Костя Воронин (23 серия)[4]
- Станислав Дужников — Лёня Воронин (23 серия)[4]
- Борис Клюев — Николай Петрович, отец Кости и Лёни (23 серия)[4]
- Камиль Ларин — Антон, начальник Лёши
- Виктор Андриенко — начальник Леры
- Ольга Волкова — знакомая Андрея Петровича
- Галина Петрова — мама Стаса
- Ольга Кузьмина — Света
- Татьяна Аугшкап — покупательница в супермаркете
- Татьяна Лянник — Наталья
- Дмитрий Межевич — знакомый Андрея Петровича
- Наталья Заякина — Зина

## Закрытие сериала
В планах были съёмки третьего сезона, но в связи со смертью Ильи Олейникова сериал был закрыт.